# توم شوتس
توم شوتس (بالألمانية: Tom Schütz)‏ (20 يناير 1988 في ألمانيا - ) هو لاعب كرة قدم ألماني في مركز الوسط. شارك مع منتخب ألمانيا تحت 20 سنة لكرة القدم. أما مع النوادي، فقد لعب مع أرمينيا بيليفيلد وبايرن ميونخ الثاني وSV Babelsberg 03 ‏.

## وصلات خارجية
- توم شوتس على موقع قاعدة بيانات كرة القدم.إي يو (الإنجليزية)
- توم شوتس على موقع بيانات كرة القدم. دي إي (الألمانية)
- توم شوتس على موقع Soccerway.com (الإنجليزية)
- توم شوتس على موقع عالم كرة القدم.نت (الإنجليزية)